# Arturo Sarukhán Casamitjana
Arturo Sarukhán Casamitjana (14 de setembre de 1963, Mèxic) és un diplomàtic mexicà d'ascendència catalana i armènia, cosí del polític Josep Andreu i Domingo.
Treballa com a directiu a Global Solutions/A Podesta Company, una companyia de consultoria estratègica amb seu a Washington, DC. Va treballar com a ambaixador mexicà als Estats Units entre gener de 2007 i gener de 2013, i anteriorment havia servit com a cònsol general a la ciutat de Nova York. El seu avi matern era un català militant d'Esquerra Republicana de Catalunya i va arribar exiliat a Mèxic acabada l'ocupació franquista de Catalunya, amb el vaixell Ipanema.